# Cotta incongruaria
Cotta incongruaria là một loài bướm đêm trong họ Geometridae.